# Othmar Keil-Eichenthurn
Othmar Keil-Eichenthurn, bis 1908 Othmar Keil, 1908–1919 Othmar Keil Edler von Eichenthurn (* 11. September 1888 in Troppau, Österreichisch-Schlesien; † 19. August 1932 in Graz) war ein österreichischer Metallurge. Er war ab 1921 Inhaber der Lehrstuhls für Eisenmetallurgie an der Montanistischen Hochschule in Leoben und von 1925 bis 1926 deren Rektor.

## Leben
Keil-Eichenthurn entstammte einer schlesischen Montanunternehmerfamilie. Sein Vater Heinrich Keil – Mitinhaber von „Tlach und Keil“ – wurde 1908 nobilitiert; seine Mutter war Anna, geborene Brunner.
Othmar Keil von Eichenthurn studierte von 1910 bis 1915 an der Bergakademie Freiberg Hüttenkunde. Anschließend sammelte er praktische Erfahrungen als Stahlwerksassistent. Ab 1916 arbeitete Keil von Eichenthurn als Privatassistent von Paul Oberhoffer zunächst an der Universität Breslau und wechselte zusammen mit diesem an das Eisenhüttenmännische Institut der Technischen Hochschule Aachen. Dort promovierte er 1919 mit einer Arbeit zum Thema Desoxydationsvorgänge im Thomasverfahren zum Dr.-Ing. und erhielt im Folgejahr einen Lehrauftrag am Eisenhüttenmännischen Institut. 1921 folgte Keil-Eichenthurn einem Ruf der Montanistischen Hochschule in Leoben und übernahm in Nachfolge von Karl Brisker als ordentlicher Professor den Lehrstuhl für Eisenmetallurgie. Im Jahre 1922 heiratete er Elisabeth Krückel (* 1895). Zwischen 1925 und 1926 war Keil-Eichenthurn zudem Rektor der Montanistischen Hochschule.
Keil-Eichenthurn starb im August 1932 in Graz und wurde im Familienmausoleum in Olbersdorf, Tschechoslowakei beigesetzt.

## Werk
Bereits während seiner Tätigkeit als Stahlwerksassistent erkannte Keil-Eichenthurn die Oxydation als problematischen Faktor bei der Herstellung von Stahl. Aus dieser ihn zeitlebens beschäftigenden Thematik entwickelte er sich die Grundlagen der wissenschaftlichen Gusseisenforschung in Österreich.
Als Assistent von Paul Oberhoffer wirkte er an dessen Arbeiten zur Sauerstoffbestimmung in Eisenwerkstoffen mit und promovierte 1919 zu dieser Thematik. Nachfolgend machte Keil-Eichenthurn durch Fachaufsätze über die Sauerstoffbestimmung im Stahl, Desoxydationsvorgänge sowie die Gussblock- und Gasblasenseigerung auf sich aufmerksam.
Nach seiner Berufung auf den Lehrstuhl für Eisenhüttenkunde in Leoben modernisierte er die Fachgebiete Metallographie, metallurgische Chemie und Werkstoffprüfung. In dieser Zeit publizierte er über Probleme des Elektrohochofens, der Elektrostahlerzeugung und die Zusammenhänge metallurgischer Verfahren mit dem Sauerstoffgehalt des Stahles.
Die Erkenntnisse seiner systematischen Forschungsarbeiten zur Gusseisenherstellung fasste Keil-Eichenthurn in seiner „Schlackentrüben Theorie des Gußeisens“ zusammen. Darauf basieren heutige Impfverfahren zur Herstellung hochwertigen Gusseisens sowie der Ansatz der Vererbung von Werkstoffeigenschaften der Gusslegierungen.
Als Rektor wirkte Keil-Eichenthurn an der Angleichung zwischen den Fachhochschulen für Berg- und Hüttenwesen im Deutschen Reich und Österreich, die einen freizügigen Wechsel zwischen Studienorten in beiden Staaten ermöglichte.
Keil-Eichenthurn war zudem Initiator der Gründung des technisch-wissenschaftlichen Vereins Eisenhütte Österreich als Zweigverein des Vereins Deutscher Eisenhüttenleute.

## Publikationen
- Desoxydationsvorgänge im Thomasverfahren, Diss., Stahleisen, Düsseldorf 1921.